# الدوري الوطني لكرة القدم للسيدات 2016
الدوري الوطني لكرة القدم للسيدات 2016 هو الموسم 4 من الدوري الوطني لكرة القدم للسيدات. أقيم خلال الفترة 17 أبريل 2016 وحتى 9 أكتوبر 2016، وأشرف على تنظيمه اتحاد الولايات المتحدة لكرة القدم، وكان عدد الأندية المشاركة فيه 10، وفاز فيه وسترن نيويورك فلاش.